# Andrew Victor Schally

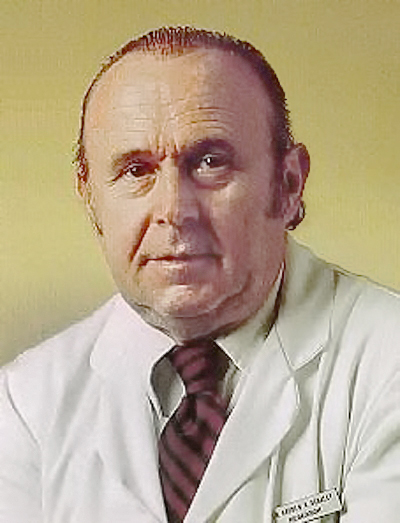
Andrew Victor Schally, vor 2000

Andrew Victor Schally (polnisch Andrzej Wiktor Schally; * 30. November 1926 in Wilno (Wilna), damals Polen, heute Litauen; † 17. Oktober 2024 in Miami Beach) war ein polnisch-amerikanischer Physiologe, Endokrinologe und Träger des Nobelpreises für Physiologie oder Medizin 1977. Er lieferte wesentliche Arbeiten über die Freisetzungshormone des Hypothalamus.

## Leben
Schally, Sohn des polnischen Generals Kazimierz Schally und Maria Łącka Schally, wuchs in Polen auf, verbrachte die Zeit der Deutschen Besetzung Polens 1939–1945 in Rumänien und wanderte 1945 nach Schottland aus. Er studierte Chemie an der Londoner Universität und arbeitete ab 1949 forschend am National Institute for Medical Research; seine Arbeit wurde stark beeinflusst von der Arbeit anderer namhafter Wissenschaftler wie Rodney R. Porter, Archer John Porter Martin und John Warcup Cornforth.
1952 ging er nach Kanada und studierte Biochemie und Endokrinologie an der McGill University in Montreal. 1957 machte er dort seinen Doktor in Biochemie und wurde anschließend Assistenzprofessor am Baylor College of Medicine in Houston (Texas). Er forschte dort zu Hormonen, die vom Hypothalamus gebildet werden. Zusammen mit Roger Guillemin versuchte er die chemische Struktur von CRH-Hormonen zu entschlüsseln, was jedoch misslang (die Struktur wurde erst 1981 entschlüsselt). Sie konzentrierten sich danach auf andere Hormone des Hypothalamus. Später wurden sie jahrelange Rivalen in der Forschung und im Ringen um den Nobelpreis, was Nicholas Wade 1981 zu seinem Buch The Nobel Duel verarbeitete.
1962 wurde er Direktor eines endokrinologischen Labors zur Erforschung von Hypothalamushormonen in New Orleans (Louisiana) und nahm eine Stelle als Assistenzprofessor für Medizin an der Tulane University an (ab 1966 regulärer Professor). Er erhielt 1962 die amerikanische Staatsbürgerschaft.
1966 konnte er zusammen mit seinen Kollegen das Thyreotropin freisetzende Hormon Thyreoliberin (Thyreotropin Releasing Hormone, TRH), isolieren, Guillemin bestimmte schließlich dessen chemische Struktur. Sie lieferten weitere wichtige Arbeiten zur chemischen Zusammensetzung und Funktion anderer Hormone des Hypothalamus, so zum Beispiel Gonadoliberin.
A. V. Schally war Autor oder Koautor von über 2200 wissenschaftlichen Publikationen.
Schally war in erster Ehe verheiratet mit Margaret Rachel White, mit der er zwei Kinder hatte. 1976 heiratete er Ana Maria de Medeiros-Comaru, eine brasilianische Endokrinologin, die 2004 starb.
Schally starb mit 97 Jahren am 17. Oktober 2024 in Miami Beach.

## Auszeichnungen (Auswahl)
- 1974 Gairdner Foundation International Award
- 1975 Albert Lasker Award for Basic Medical Research
- 1975 Borden-Award in der medizinischen Forschung
- 1977 Nobelpreis für Physiologie oder Medizin „für Entdeckungen über die Produktion von Peptidhormonen im Gehirn“ (zusammen mit Roger Guillemin)
- 1978 Mitglied der American Academy of Arts and Sciences
- 1978 Mitglied der National Academy of Sciences
- 1997 Ehrendoktorwürde der Universität Salzburg
- 2004 Offizier der Ehrenlegion
- Mitglied der Akademie der Wissenschaften: Brasiliens, Mexikos, Polens, Spaniens, Ungarns, der USA, Venezuelas

## Veröffentlichungen (Auswahl)
- mit A. Arimura, T.W. Redding u. a.: Hypthalamic neurohormones regulating anterior pituitary function. In: Recent Progr. Hormone Res. Band 24, 1968, S. 497–588.
- mit William Locke: The Hypothalamus and Pituitary in Health and Disease. Springfield, IL, 1972, ISBN 0-398-02526-6.